# AEG-Turbinenfabrik

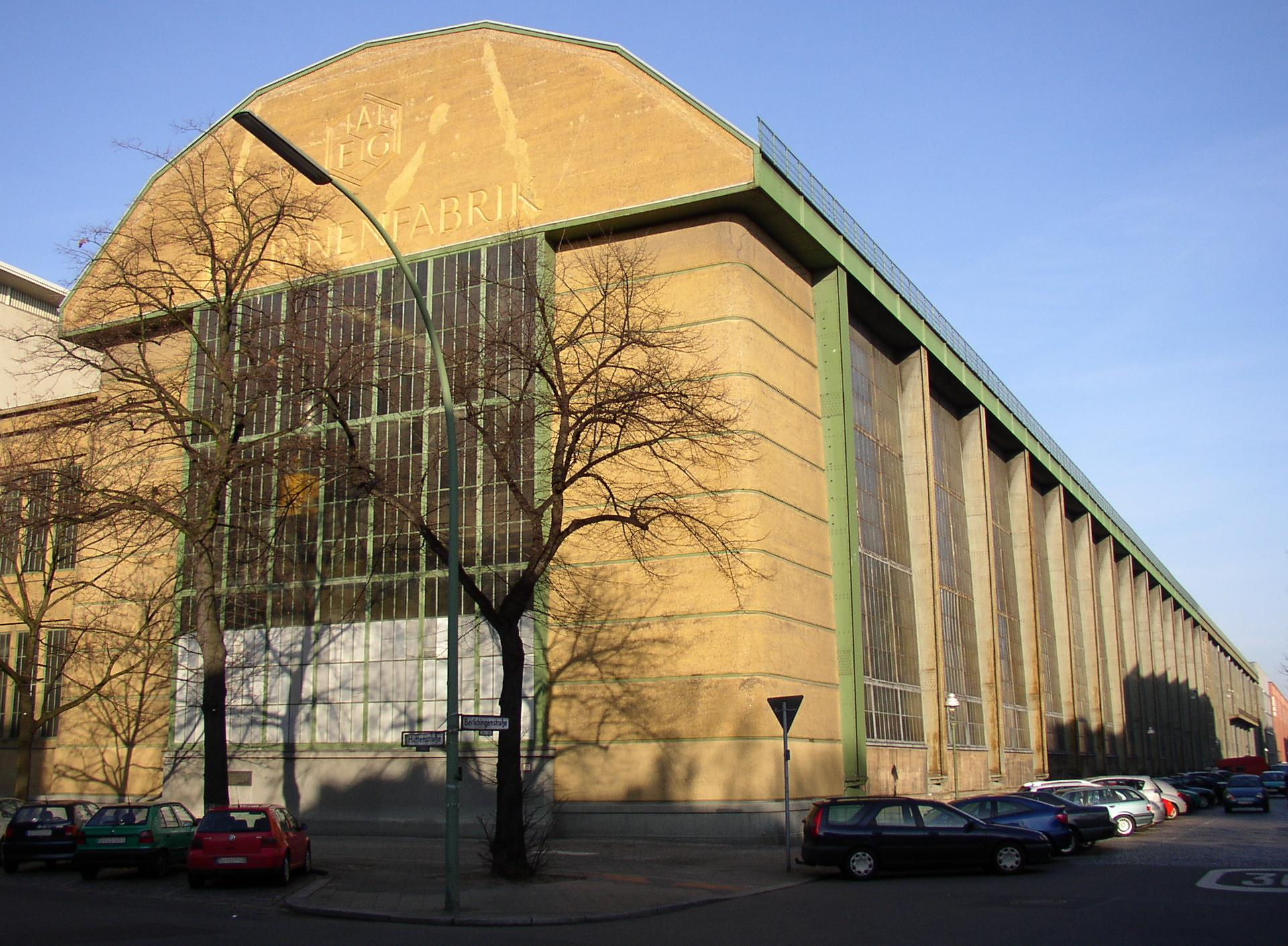
Giebelform und Achsenraster der Turbinenhalle sind durch die Dreigelenkrahmen vorgegeben

Die AEG-Turbinenfabrik in der Huttenstraße 12–19 im Berliner Ortsteil Moabit wurde von der AEG zur Fertigung von Dampfturbinen für Kraftwerke gebaut. Die von Peter Behrens geplante und 1909 fertiggestellte Turbinenhalle gehört auch außerhalb Deutschlands zu den bekanntesten Bauten der Industriearchitektur.
Heute gehört die Fabrik zur Siemens Energy, die dort Gasturbinen fertigt. Bemerkenswert ist, dass dort immer noch Produkte hergestellt werden, für die das Werk ursprünglich errichtet wurde.

## Geschichte
Das Areal gehörte zunächst Ludwig Loewe & Co., die mit Thyssen und der US-amerikanischen Thomson-Houston Electric Company im Jahr 1892 die Union-Elektricitäts-Gesellschaft (UEG) gegründet hatte. Ziel des Unternehmens war der Einstieg in die wachsende Elektroindustrie, und so wurden an diesem Standort überwiegend elektrische Straßenbahnen produziert. Doch die UEG geriet schon bald in wirtschaftliche Schwierigkeiten. Der expandierende AEG-Konzern übernahm 1904 das Unternehmen und plante dort den Bau einer neuen Turbinenfabrik, da für die immer größeren Dampfturbinen die vorhandenen AEG-Werke zu klein wurden.
Der AEG-Gründer Emil Rathenau beauftragte den Architekten Peter Behrens mit dem Bau der Turbinenhalle. Behrens war seit 1907 bei der AEG als künstlerischer Berater angestellt und gestaltete vom Firmensignet, der Gebrauchsgrafik bis hin zu den Gebäuden den Gesamtauftritt des Unternehmens. Zunächst durch die Entwicklungen des Jugendstils beeinflusst, orientierte sich der Architekt bald hin zum Deutschen Werkbund, der seinerseits von der britischen Arts-and-Crafts-Bewegung beeinflusst war.

## Der Bau

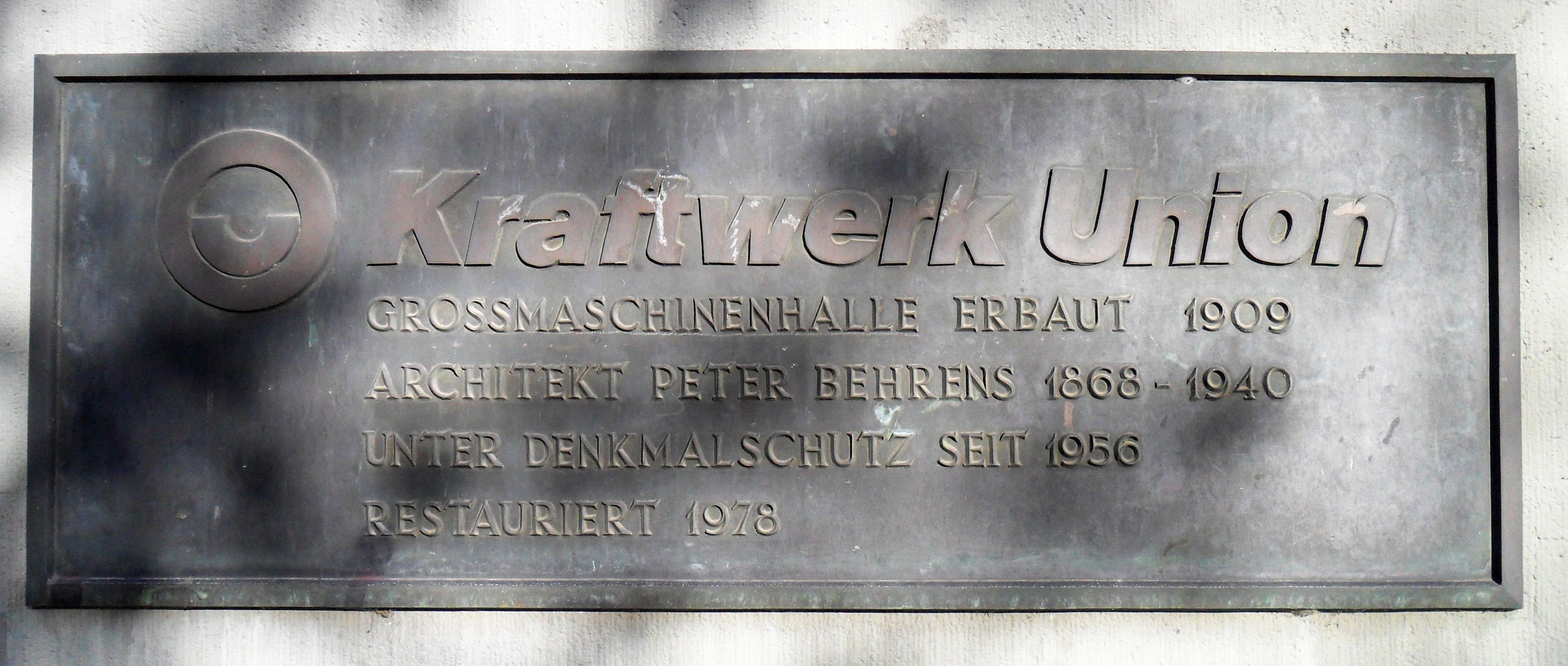
Schild an der Turbinenhalle des damaligen Eigentümers Kraftwerk Union

Die Turbinenhalle wurde 1908–1909 mit Behrens als leitendem Architekten und Bauingenieur Karl Bernhard auf dem Eckgrundstück Huttenstraße 12–16 / Berlichingenstraße errichtet. Der ursprüngliche Baukörper war 25,6 m + 12,5 m breit, 25 m hoch und 123 m lang. Im Jahr 1939 wurde die Halle nach Plänen von Jacob Schallenberger und Paul Schmidt in Richtung Norden verlängert. Der gesamte Bau wurde auf seine Funktion zum Bau von Großturbinen hin gestaltet.
Die bereits bestehenden Berliner AEG-Fabriken wie die Werke Acker- und Brunnenstraße waren im Stil des Historismus gebaut und meist als „zinnenbewehrte Stadtburgen“ bekannt. Mit der Vorgabe, im großen Stil einen eindrucksvollen und kultivierten Bau zu entwerfen, schuf Peter Behrens eine neue Industriearchitektur, die sich nicht mehr hinter historisierenden Fassaden versteckte.
Das Gebäude steht seit 1956 unter Denkmalschutz und wurde 1978 restauriert. An der Huttenstraße (Südseite) befindet sich ein Schild des damaligen Eigentümers Kraftwerk Union mit Daten zum Bau, Architekten, Denkmalschutz und zur Restaurierung.